# Actinernus mercedae
Espèce
Actinernus mercedae est une espèce de cnidaires de la famille des Actinernidae.

## Systématique
Le nom valide complet (avec auteur) de ce taxon est Actinernus mercedae Gusmão, López-González & Rodríguez, 2021.

## Publication originale
- (en) Luciana C. Gusmão et Estefanía Rodríguez, « Deep-Sea Anemones (Cnidaria: Anthozoa: Actiniaria) from the South Atlantic », Bulletin of the American Museum of Natural History, New York, Musée américain d'histoire naturelle, vol. 444, no 1,‎ 4 février 2021 (ISSN 0003-0090 et 1937-3546, OCLC 1287364, DOI 10.1206/0003-0090.444.1.1).